# 山科郵便局
山科郵便局（やましなゆうびんきょく）は、京都府京都市山科区にある郵便局。民営化前の分類では集配普通郵便局であった。

## 概要
住所：〒607-8799 京都府京都市山科区西野阿芸沢町1-5

## 沿革
- 1903年（明治36年）12月10日 - 山科郵便受取所として開設[1]。
- 1905年（明治38年）4月1日 - 山科郵便局（三等）となる。
- 1956年（昭和31年）11月 - 局舎新築落成。
- 1956年（昭和31年）12月1日 - 電話通話および和文電報受付事務の取扱を開始[2]。
- 1973年（昭和48年）2月19日 - 東山区山科安朱南屋敷町から同区山科西野阿芸沢町に移転。
- 1998年（平成10年）9月1日 - 外国通貨の両替および旅行小切手の売買に関する業務取扱を開始。
- 2007年（平成19年）10月1日 - 民営化に伴い、併設された郵便事業山科支店に一部業務を移管。
- 2012年（平成24年）10月1日 - 日本郵便株式会社の発足に伴い、郵便事業山科支店を山科郵便局に統合。

## 取扱内容
- 郵便、印紙、ゆうパック、内容証明
- 貯金、為替、振替、振込、国際送金、国債、投資信託
- 生命保険、バイク自賠責保険、自動車保険
- 地方公共団体事務（京都市地下鉄バス利用券の交付）
- ゆうちょ銀行ATM
- 「607-80xx」「607-81xx」「607-82xx」「607-83xx」「607-84xx」区域（京都市山科区内）の集配業務
- ゆうゆう窓口

## 周辺
- 京都市消防局山科消防署
- 山科市営住宅
- 西本願寺山科別院
- 山科別院長福寺
- 国道1号

## アクセス
- 京都市営地下鉄東西線 東野駅から徒歩約12分
- JR東海道本線（琵琶湖線）・湖西線 山科駅、京阪京津線 京阪山科駅から徒歩約19分
- 京阪バス・京都市営バス 山科団地停留所下車
- 名神高速道路 京都東ICから南西へ約2km、阪神高速京都線 山科出入口から北東へ約2.5km
- 駐車場あり：6台